# Rupert John Brett
Rupert John Brett, britanski general, * 14. november 1890, † 10. november 1963.